# کوریسودون
کوریسودون(نام علمی: Kourisodon) نام یک سرده از تیره موساسوریان است.